# Kokzygeale Myopathie

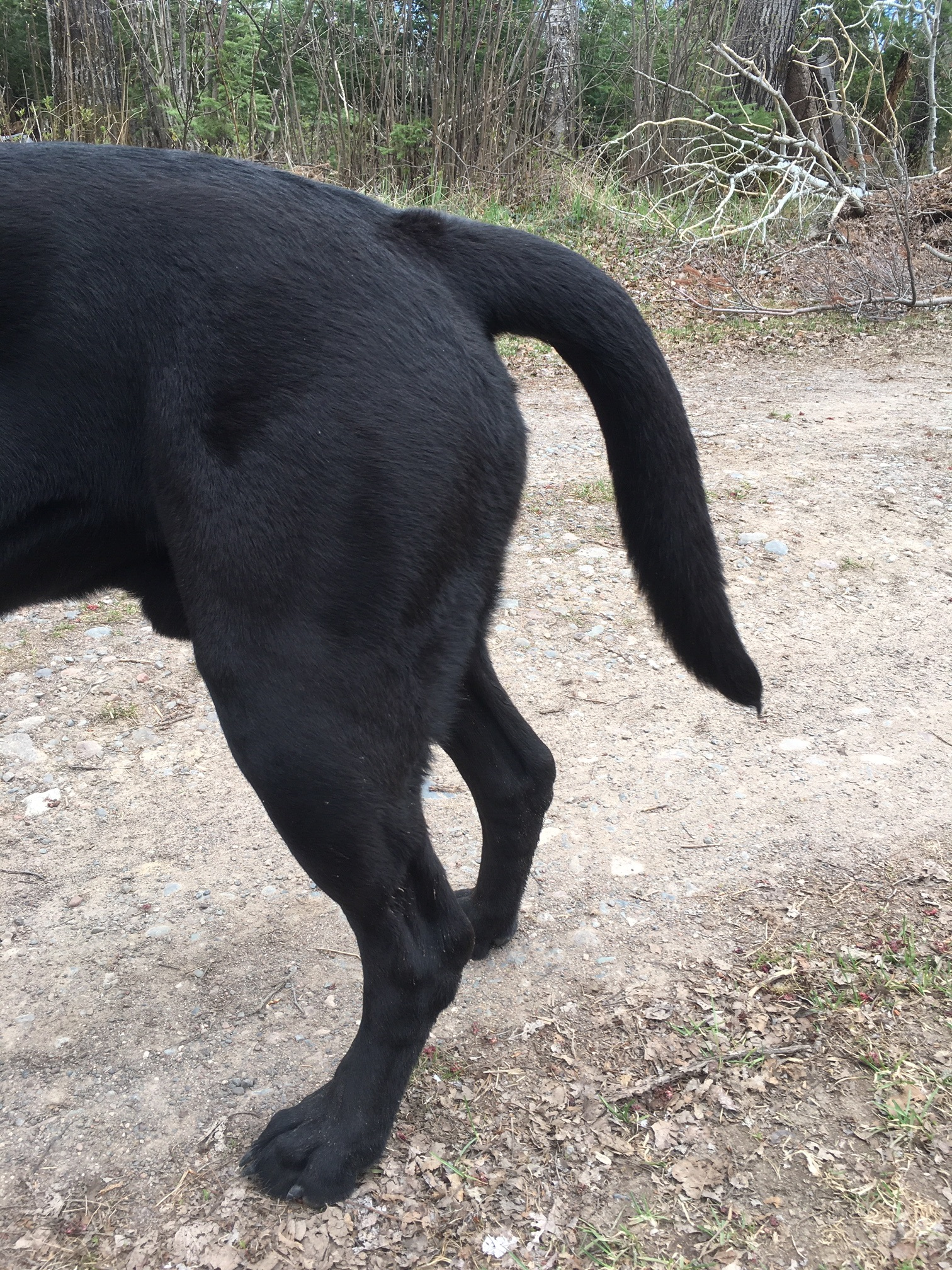
Kokzygeale Myopathie, die sogenannte Wasserrute, beim Labrador Retriever

Die Kokzygeale Myopathie (griech. für „Schwanzmuskelleiden“; englisch limber tail) ist eine seltene neurologische Erkrankung bei Haushunden. Sie zeigt sich in Schmerzhaftigkeit am Schwanzansatz und einer Schwanzlähmung. Die Erkrankung heilt meist ohne Behandlung binnen weniger Tage aus.

## Vorkommen und Krankheitsentstehung
Die Kokzygeale Myopathie kommt vor allem bei jugendlichen und jungen ausgewachsenen Hunden vor. Besonders häufig betroffen sind Pointer und Retriever.
Die genaue Ursache ist unbekannt. Als prädisponierende Faktoren gelten Überbelastung, Schwimmen in kaltem Wasser („Wasserrute“), nasskaltes Wetter, schlechter Trainingszustand und Käfigtransporte. Vermutet wird eine Durchblutungsstörung im Bereich der Schwanzmuskulatur mit Untergang von Muskelfasern, also eine vaskulär bedingte Störung gemäß dem VETAMIN-D-Schema.

## Klinik und Diagnostik
Die Erkrankung tritt akut auf und zeigt sich in einer Berührungsüberempfindlichkeit am Schwanzansatz und einer schlaffen Lähmung der Rute. Betroffene Tiere zeigen aufgrund der Schmerzhaftigkeit häufig eine abgesenkte Kruppe und vermeiden es, sich hinzusetzen.
Labormedizinisch zeigt sich ein Anstieg der Creatin-Kinase, die Diagnose wird zumeist anhand des klinischen Bildes und des Vorberichts gestellt. Eine Elektromyografie kann die Diagnose sichern.
Differentialdiagnostisch müssen Schwanzfrakturen, Cauda-equina-Syndrom, Erkrankungen des Lenden- und Kreuzteils des Rückenmarks, aber auch der Analbeutel und der Prostata ausgeschlossen werden.

## Behandlung
Die Kokzygeale Myopathie heilt auch ohne Behandlung zumeist binnen weniger Tage aus. Gegebenenfalls können nichtsteroidale Antirheumatika eingesetzt werden.
Die Prognose ist gut, Rezidive sind selten.